# رود مرزی (فیلم)
رود مرزی (انگلیسی: Border River) یک فیلم در ژانر وسترن به کارگردانی جرج شرمن محصول سال ۱۹۵۴ کشور ایالات متحده آمریکا است.

## بازیگران
- جوئل مک‌کری در نقش Clete Mattson aka Jim Lake
- ایوان دکارلو در نقش Carmelita Carias
- پدرو آرمنداریز در نقش General Calleja
- آلفونسو بدویا در نقش Captain Vargas
- Howard Petrie در نقش Newlund
- Erika Nordin در نقش Annina Strasser
- جورج ج. لوئیس در نقش Sánchez
- Nacho Galindo در نقش López
- ایوان تریسولت در نقش Baron Von Hollden
- George Wallace در نقش Fletcher
- لین چندلر در نقش Anderson
- Martin Garralaga در نقش Guzman
- جو باست در نقش Stanton
- سالوادور باگز در نقش General Robles
- فیلیپ توریچ در نقش Pablo